# Manal Khaled
Manal Khaled és una cineasta egípcia. Ha tingut una llarga trajectòria com a ajudant de direcció fins a estrenar el seu primer llargmetratge, Hammam Sokhn/ Trapped (2021) sobre la història de tres dones en el context de la revolució de 2011 a Egipte.

## Trajectòria
Va estudiar filosofia en la Universitat d'Alexandria i va començar a treballar en l'oficina de censura a Egipte encarregant-se de decidir quins havien de ser els clips a eliminar les pel·lícules. Va ser posteriorment quan va estudiar com es fan les pel·lícules quan va prendre consciència de l'esforç realitzat en cada presa. Va realitzar estudis de direcció, escriptura de guions i crítica cinematogràfica. Durant més de 20 anys va treballar com a assistenta de direcció en curtmetratges, llargmetratges i documentals.
Des de 1993 va treballar en la Xarxa de Televisió Egípcia i va començar en Misr International Films com a ajudant de realització. La seva primera experiència al cinema, explica va ser la directora libanesa Arab Totfy en la pel·lícula A Dark Room, A Lit Life. "Vaig absorbir habilitats en veure-la dirigir i produir. La seva passió per documentar històries i realitats em va atreure més, i estava interessada la seva elecció de temes. Totfy va parlar sobre diferents temes i sempre va tenir la seva pròpia veu, la mateixa signatura. Al Líban, va contar la història de la terra a través de les històries de la gent. En Palestina va defensar la causa a través de la lluita de dones militants. A Egipte, va parlar de la nació a través de la història de la resistència popular. La dona i la problemàtica social van ocupar el major espai de la seva obra documental.
Khaled va desenvolupar la seva carrera professional en Misr International Films, com a ajudant de realització de cineastes com Saad Hendawi, Kamla Abo Zekri, Hani Khalifa i Mohamed Ali. Va col·laborar com a ajudant de direcció de dues dotzenes de pel·lícules com Enta Omry, An El-Eshq w El-Hawa, Double Faces, Alwan El-Sama El-Sab'a i El-Awela f El-Gharam i sèries de televisió com Al-Jami ' ay Zay El-Ward. En el camp del cinema independent, va filmar i va dirigir el seu primer documental a Gaza en 2008.

### Hammam Sokhn/Trapped (2021)
El 2021 va presentar Hammam Sokhn/ Trapped, una pel·lícula plantejada en el context de la revolució de 2011 a Egipte que va trigar diversos anys a rodar-se a causa de les dificultats econòmiques i polítiques. La pel·lícula que va començar a rodar-se a la fi de 2011, es va interrompre el rodatge en 2014 i es va reprendre en 2017 amb el suport de fons a través d'internet.
Amb producció de Manal Khaled i guió coescrit amb Rasha Azab- narra tres històries reals, la primera d'elles basada en la seva experiència personal. La situació caòtica obliga a tres dones de diferents edats i de diversos àmbits socials a quedar atrapades en entorns tancats i sufocants. Mentre esperen que la policia marxi, s'absorbeixen en les seves pròpies batalles en el marc d'un feroç conflicte polític i violent. Tractem de trobar una resposta fent aquesta pel·lícula.Triem tres històries per a representar la realitat de molts egipcis atrapats en les seves llars, en carrers estrets i en llocs de treball. En aquest moment, centenars de milers, tal vegada milions, van sortir als carrers enutjats, volent enfrontar a les autoritats cara a cara. explica Manal Khaled. explica Khaled. Un tema tabú en la societat egípcia actual que va dificultar trobar productores que recolzessin el projecte per les possibles conseqüències. També va resultar complicat trobar actrius famoses que volguessin participar en la pel·lícula pel que va caldre buscar protagonistes entre noves actrius. No va ser fàcil tampoc filmar en ubicacions reals.
La pel·lícula va ser seleccionada al South by Southest Festival, convertint-se en la primera pel·lícula egípcia seleccionada en una dècada en aquest festival, Amman -Awal Film, El Gouna, Festival de Cinema de Drets Humans Karama Beirut i forma part del IV Festival de Cinema per Dones 2021. També va ser seleccionada a la Mostra de València.

## Dones al cinema
Manal Khaled explica que ha treballat durant 20 anys com a primera assistenta de direcció sempre envoltada de productors en la seva majoria homes. L'experiència li ha permès comprendre el funcionament de la indústria. Les dones cineastes són aquí per a liderar la lluita contra els intents de silenciar les nostres veus a causa de l'aspecte comercial de la indústria. Tenim el deure de derrocar murs i trencar tabús, assenyala.
Les oportunitats de treball per a les cineastes mai es van presentar ni es presentaran en una safata de plata, ni es mesuraran en funció del talent, com ocorre amb els homes. Hem de fer el nostre propi camí, fer canvis a través de pel·lícules, una pel·lícula alhora. Hem de ser pacients, aprendre i evolucionar constantment i fer més pel·lícules.

## Filmografia

### Directora
- Hammam Sokhn/Trapped (2021) - Directora. Llargmetratge. 77'
- Bab El-Genneyyah - (2008) directora, documental sobre Gaza

### Assistenta de direcció
- 2015 Paparazzi (primer assistent director)*
- 2015 Ramy Ayach: Alby Waga'ny (curtmetratge) (primer assistent director)
- 2012 Like Roses (sèrie de televisió) (assistent director - 2012)
- 2010 El Watar (assistent director)
- 2009 Helm Al Omr (director assistent)
- 2007 Alawela fel Gharam (director assistent)
- 2007 The Seventh Heaven (script director)
- 2007 Agamista (director assistent)
- 2006 An el-Ishq wa el-Hawa (director assistent)
- 2005 Malek wa ketaba (director assistent)

## Premis i reconeixements
- SXSW Film Festival 2021[8]